# Айбакнур
 Айбакнур  — деревня в Моркинском районе Республики Марий Эл. Входит в состав городского поселения Морки.

## География
Находится в юго-восточной части республики Марий Эл на расстоянии приблизительно 4 км по прямой на север-северо-запад от районного центра посёлка Морки.

## История
Основана в 1935 году у колодца в лесу Айбак. На хутор Айбакнур переселились 22 семьи из деревень Норепсола, Нурьял и Апанаево. В 2004 году имелось 17 хозяйств. В советское время работали колхозы «Айбакнур», им. Лысенко и «Новый путь».

## Население
Население составляло 26 человек (мари 96 %) в 2002 году, 12 в 2010.